# 金昞植
金 昞植（キム　ビョンシク、朝: 김 병식、英: Kim Byung-Sik） 、1939年11月18日-　）は韓国の柔道選手。階級は軽量級。

## 人物
1967年にソルトレイクシティーで開催された世界選手権軽量級では重岡孝文に腕挫十字固で敗れたが銅メダルを獲得した。

## 主な戦績
- 1967年 - 世界選手権　3位